# 후지시
후지시(일본어: 富士市)는 일본 시즈오카현 동부에 있는 시이다. 특례시로 지정되어 있다.
시정별 인구로는 하마마쓰시, 시즈오카시에 이어 시즈오카현 3위이다. 시즈오카현 동부에서 후지 도시권에 속하며, 또 후지산 남쪽에 있어 가쿠난 지역(岳南地域)이라는 말도 잘 사용된다. 후지산이 보이는 지역 중 하나로 도카이도 신칸센 후지카와교 부근에서 신칸센과 함께 그려진 사진이 유명하다. 예로부터 제지의 거리로 번창해 일본 제지와 오지 제지 등 다수의 제지 공장이 있다.

## 지리
후지산의 남쪽 방향에 위치하고 스루가만과 접하며 서쪽에는 만으로 흘러드는 후지강이 흐른다. 해안선은 10km이며, 둘레는 95.9km이다. 동서로 17.9km, 남북으로 27.5km의 넓이이다.

## 인접하는 자치체
- 시즈오카시 (시미즈구)
- 후지노미야시
- 시바카와정
- 누마즈시
- 스소노시
- 고텐바시
- 나가이즈미정

## 역사
- 에도 시대에는 도카이도의 역참 마을인 요시와라주쿠가 존재했었다.
- 1889년 - 정촌제 시행과 함께 현재의 시역에 후지군 요시와라정, 시마다촌, 덴보촌, 이마이즈미촌, 모토요시와라촌, 스도촌, 요시나가촌, 하라다촌, 오부치촌, 가지마촌, 다고우라촌, 이와마쓰촌, 다카오카촌이 탄생했다.
- 1929년 8월 1일 - 가지마촌이 후지정이 되었다.
- 1933년 1월 1일 - 다카오카촌이 다카오카정이 되었다.
- 1940년 4월 1일 - 요시와라정이 시마다촌을 합병했다.
- 1941년 4월 3일 - 요시와라정이 덴보촌을 합병했다.
- 1942년 6월 14일 - 요시와라정이 이마이즈미촌을 합병했다.
- 1948년 4월 1일 - 요시와라정이 요시와라시가 되었다.
- 1954년 3월 31일 - 후지정, 다고우라촌, 이와마쓰촌이 합병해 후지시가 탄생하였다.
- 1955년 2월 11일 - 요시와라시가 모토요시와라촌, 스도촌, 요시나가촌, 하라다촌을 합병했다.
- 1955년 4월 1일 - 요시와라시가 오부치촌을 합병했다.
- 1956년 4월 1일 - 요시와라시가 슨토군 하라정의 우키지마 지구, 산 지구를 합병했다.
- 1966년 11월 1일 - 후지시, 요시와라시, 다카오카정의 합병으로 새로운 후지시가 탄생했다.
- 2001년 4월 1일 - 특례시로 지정되었다.
- 2008년 11월 1일 - 이하라군 후지카와정을 편입하였다.

## 교통

### 철도
- 도카이 여객철도
  - 도카이도 신칸센
  - 도카이도 본선
  - 미노부선

- 가쿠난 철도
  - 가쿠난 철도선

### 도로
- 도메이 고속도로
- 니시후지 도로
- 국도 제1호선
- 국도 제139호선
- 국도 제469호선

## 인구
| 연도 | 인구    | ±%     |
| ---- | ------- | ------ |
| 1960 | 155,780 | —      |
| 1970 | 195,598 | +25.6% |
| 1980 | 222,480 | +13.7% |
| 1990 | 239,963 | +7.9%  |
| 2000 | 251,559 | +4.8%  |
| 2010 | 254,049 | +1.0%  |

## 기후
| 후지시의 기후                                                | 후지시의 기후 | 후지시의 기후 | 후지시의 기후 | 후지시의 기후 | 후지시의 기후 | 후지시의 기후 | 후지시의 기후 | 후지시의 기후 | 후지시의 기후 | 후지시의 기후 | 후지시의 기후 | 후지시의 기후 | 후지시의 기후   |
| 월                                                           | 1월           | 2월           | 3월           | 4월           | 5월           | 6월           | 7월           | 8월           | 9월           | 10월          | 11월          | 12월          | 연간            |
| ------------------------------------------------------------ | ------------- | ------------- | ------------- | ------------- | ------------- | ------------- | ------------- | ------------- | ------------- | ------------- | ------------- | ------------- | --------------- |
| 역대 최고 기온 °C (°F)                                       | 20.5 (68.9)   | 23.8 (74.8)   | 27.0 (80.6)   | 27.7 (81.9)   | 30.7 (87.3)   | 34.2 (93.6)   | 36.9 (98.4)   | 36.2 (97.2)   | 35.5 (95.9)   | 32.1 (89.8)   | 26.5 (79.7)   | 24.2 (75.6)   | 36.9 (98.4)     |
| 일평균 최고 기온 °C (°F)                                     | 11.2 (52.2)   | 12.0 (53.6)   | 14.8 (58.6)   | 19.3 (66.7)   | 23.2 (73.8)   | 25.7 (78.3)   | 29.1 (84.4)   | 31.0 (87.8)   | 28.2 (82.8)   | 23.3 (73.9)   | 18.4 (65.1)   | 13.6 (56.5)   | 20.8 (69.4)     |
| 일일 평균 기온 °C (°F)                                       | 5.8 (42.4)    | 6.8 (44.2)    | 9.9 (49.8)    | 14.5 (58.1)   | 18.8 (65.8)   | 22.0 (71.6)   | 25.5 (77.9)   | 27.0 (80.6)   | 24.0 (75.2)   | 18.7 (65.7)   | 13.3 (55.9)   | 8.2 (46.8)    | 16.2 (61.2)     |
| 일평균 최저 기온 °C (°F)                                     | 1.4 (34.5)    | 2.2 (36.0)    | 5.3 (41.5)    | 10.0 (50.0)   | 14.7 (58.5)   | 18.9 (66.0)   | 22.8 (73.0)   | 23.9 (75.0)   | 20.6 (69.1)   | 14.9 (58.8)   | 9.1 (48.4)    | 3.8 (38.8)    | 12.3 (54.1)     |
| 역대 최저 기온 °C (°F)                                       | −6.8 (19.8)   | −7.5 (18.5)   | −5.2 (22.6)   | −0.2 (31.6)   | 5.8 (42.4)    | 11.4 (52.5)   | 14.1 (57.4)   | 17.3 (63.1)   | 10.5 (50.9)   | 4.8 (40.6)    | −0.2 (31.6)   | −4.8 (23.4)   | −7.5 (18.5)     |
| 평균 강수량 mm (인치)                                        | 76.8 (3.02)   | 95.4 (3.76)   | 193.4 (7.61)  | 194.2 (7.65)  | 195.3 (7.69)  | 227.1 (8.94)  | 255.5 (10.06) | 187.3 (7.37)  | 273.3 (10.76) | 240.8 (9.48)  | 138.4 (5.45)  | 81.7 (3.22)   | 2,159.1 (85.00) |
| 평균 월간 일조시간                                           | 199.6         | 177.9         | 178.4         | 183.5         | 175.4         | 115.5         | 119.1         | 169.3         | 146.7         | 153.2         | 166.6         | 192.4         | 1,977.5         |
| 출처: 일본 기상청 (평년값: 1991년~2020년, 극값: 1978년~현재) |               |               |               |               |               |               |               |               |               |               |               |               |                 |